# Мама не умрёт
«Мама не умрёт», другое русское название — «Мама никогда не умирает»; (яп. 母は死なず хаха ва синадзу) — японский чёрно-белый фильм-драма режиссёра Микио Нарусэ, вышедший на экран в 1942 году. Фильм снят по произведению Сэнскэ Каваути. Пропагандистский фильм, должный призывать японцев к образцовости и жертвенности, создан выдающимся режиссёром по заказу милитаристских властей. Первая половина истории имеет мягкий оптимизм (несмотря на потенциально угнетающий сюжет), но по мере приближения сюжета фильма к Тихоокеанской войне (против китайских «агрессоров», как их называют в фильме) вопрос о необходимости подавления индивидуальности, чтобы стать лучшим японцем, выходит на первый план. Дидактическое письмо жены на смертном одре ее семье многократно упоминается во второй половине фильма, а патриотические речи главного героя становится трудно переносить. Но Нарусэ никогда не сдавался, когда он был обременен ужасно неуместным материалом, тогда отличительные элементы мастера просматриваются даже в самых худших сценах.

## Сюжет
История начинается в 1928 году, когда офисный клерк Сугаи потерял работу в результате финансового краха компании. Как будто экономических проблем было недостаточно, его жене Садаё поставили страшный диагноз — рак желудка. Вместо длительного периода страданий и бесполезных затрат на лечение, Садаё решает покончить жизнь самоубийством. Она думает, что этим она поможет мужу и сыну. В своем предсмертном письме она просит Сугаи вырастить мальчика выдающимся гражданином своей страны. Сугаи усердно работает, чтобы исполнить наказ своей покойной жены. В ходе повествования он проходит путь от продавца чистящих средств, затем механика, до изобретателя. Наконец он имеет достаточно денег, чтобы приобрести достойную надгробную плиту на могилу жены. Он также может себе уже позволить поехать с сыном в путешествие по Японии. Он повышен в своей компании до управляющего директора, а его сын Сюго поступает учиться в университет. Тем не менее, Юмико, девушка в которую Сюго влюблён ещё с самого детства, выходит замуж за другого. Юноша начинает пренебрегать учёбой, после чего отец решает показать ему прощальное письмо матери. Прочитав это завещание, молодой человек начинает плакать и клянётся исправиться.

## В ролях
- Итиро Сугай — Сугаи
- Такако Ириэ — Садаё, его жена
- Хидэо Сайто — Сюго, сын Сугаи и Садаё
- Масару Кодака — Сюго в детстве
- Каматари Фудзивара — Канэмура
- Садако Савамура — жена Канэмуры
- Юкико Тодороки — Юмико, дочь Канэмуры
- Такаси Кодака — Кэнъити, сын Канэмуры
- Масао Симидзу — генеральный директор компании
- Сусуму Фудзита — учитель начальной школы

## Премьеры
- — национальная премьера фильма состоялась 24 сентября 1942 года[1].

## Комментарии
1. ↑  Под названием «Мама не умрёт» фильм переведён на русский язык и распространён в сети на торрент-трекерах и сайтах онлайн-просмотров. Русское название «Мама никогда не умирает» упоминается в энциклопедическом издании «Режиссёрская энциклопедия: Кино Азии, Африки, Австралии, Латинской Америки» (стр. 78).